# Hòa Phú, Ứng Hòa
Hòa Phú là một xã thuộc huyện Ứng Hòa, thành phố Hà Nội, Việt Nam.
Xã Hòa Phú có diện tích 6,39 km², dân số năm 1999 là 6.893 người, mật độ dân số đạt 1.079 người/km².
Vị trí địa Lý: Phía đông giáp xã Hòa Lâm, phía tây giáp Xã Đại Hưng thuộc huyện Mỹ Đức, phía bắc giáp xã Hòa Nam, xã Vạn Thái, phía nam giáp xã Phù Lưu
Xã Hòa Phú bao gồm 4 thôn: Đặng Giang, Dư Xá Hạ, Quán Xá và An Phú.